# راضی المطیری
راضی المطیری (عربی: راضي المطيري؛ زادهٔ ۲ مارس ۱۹۹۱) یک ورزشکار اهل عربستان سعودی است.
از باشگاه‌هایی که در آن بازی کرده‌است می‌توان به باشگاه فوتبال الشباب عربستان سعودی و باشگاه فوتبال هجر عربستان سعودی اشاره کرد.